# 베수비오산

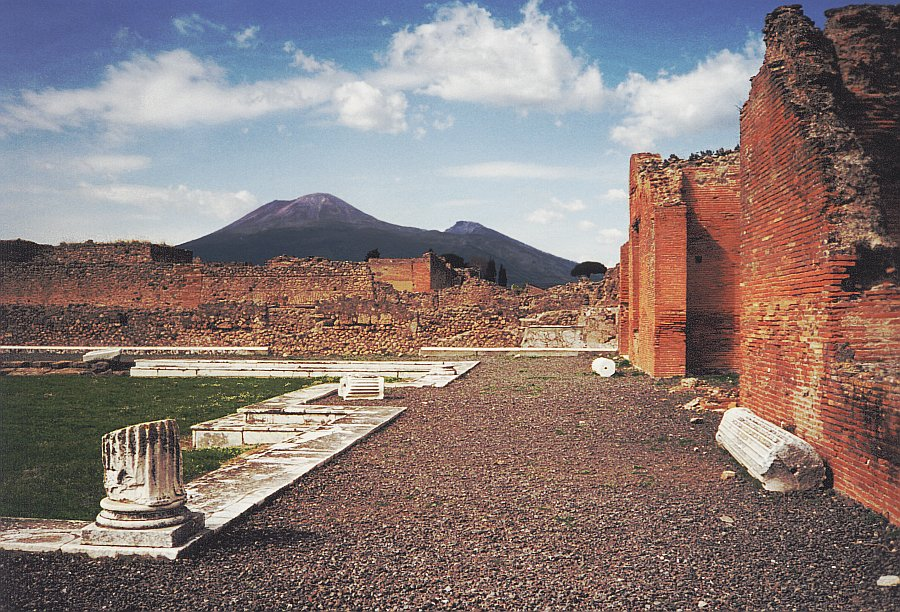
폼페이 유적에서 바라본 베수비오 산

베수비오산(이탈리아어: Monte Vesuvio, 라틴어: Mons Vesuvius)은 이탈리아 나폴리인근에 있는 화산이다. 화구를 중심으로 화산쇄설물이 원뿔모양으로 쌓인 성층화산으로 현재까지 활동하고 있는 활화산이다. 지난 1백년 동안 유럽 본토(섬 제외)에서 유일하게 화산 활동이 있었던 화산이기도 하다. 1944년 분출을 끝으로 현재는 분출을 멈춘 상태이다.
나폴리에서 6km 정도 떨어져 있으며 나폴리 만과 가깝다. 나폴리와 함께 바다에서 바라본 나폴리 만의 전경을 이룬다. 79년에 있었던 화산 활동으로 로마 제국의 폼페이와 헤르쿨라네움이 파괴된 것으로 유명하다. 베수비오산은 이후에도 지속적으로 분출이 있었으며 오늘날은 인근의 인구가 3백만 명에 이르러 세계에서 가장 위험한 화산의 하나로 여긴다.
그리스 신화에서 헤라클레스의 활동 무대 중 한 곳이다. 이를 바탕으로 로마 제국에서는 베수비오 화산 아래 건설한 도시 이름을 헤르쿨라네움이라 하였다.

## 지리
베수비오산은 낙타등 모양의 두 봉우리를 가졌다. 그란 코노(Gran Cono) 봉우리에는 오랜 화산 분화구에 칼데라가 생성됐다. 이로 미루어 보아 베수비오 화산은 원래 지금보다 컸을 것으로 짐작된다. 작은 봉우리는 소마 산(이탈리아어: Monte Somma)이라 부른다. 이 둘을 합쳐 베수비오-소마 화산이라 부르기도 한다.
지질학적으로는 아프리카 판과 유라시아 판의 수렴 경계면에 있는 성층화산이다. 아프리카 판이 유럽판 밑으로 밀고 들어가면서 발생하는 에너지가 화산 활동의 원동력이다. 베수비오산의 용암대지는 안산암과 함께 스코리아, 화산재, 부석 등으로 이뤄져 있다.
베수비오산의 분출은 약 17,000년 전부터 시작되었으며 그 후 주봉인 그란 코노는 79번 분출했다. 주봉우리 높이는 1,281 m이며 소마 산은 1,149 m이다. 두 봉우리 사이에 5 km 길이의 아트리오 디 카발로 계곡이 자리잡고 있다. 산 경사면은 용암이 흐르다 굳은 용암지대이며 수풀이 무성하다. 정상 부근은 황량하나 산기슭에는 포도원이 자리잡고 있다. 베수비오 화산은 지금은 분출하지는 않으나 여전히 증기를 뿜어내고 있는 활화산이다.

## 분화
약 17,000년 전 화산 활동을 시작한 이래 여러 차례 분출하였다. 폼페이와 헤르쿨라네움을 파괴한 79년의 분화와 청동기 시대의 인간 발자국을 남긴 아벨리노 분화가 유명하다.

### 고대

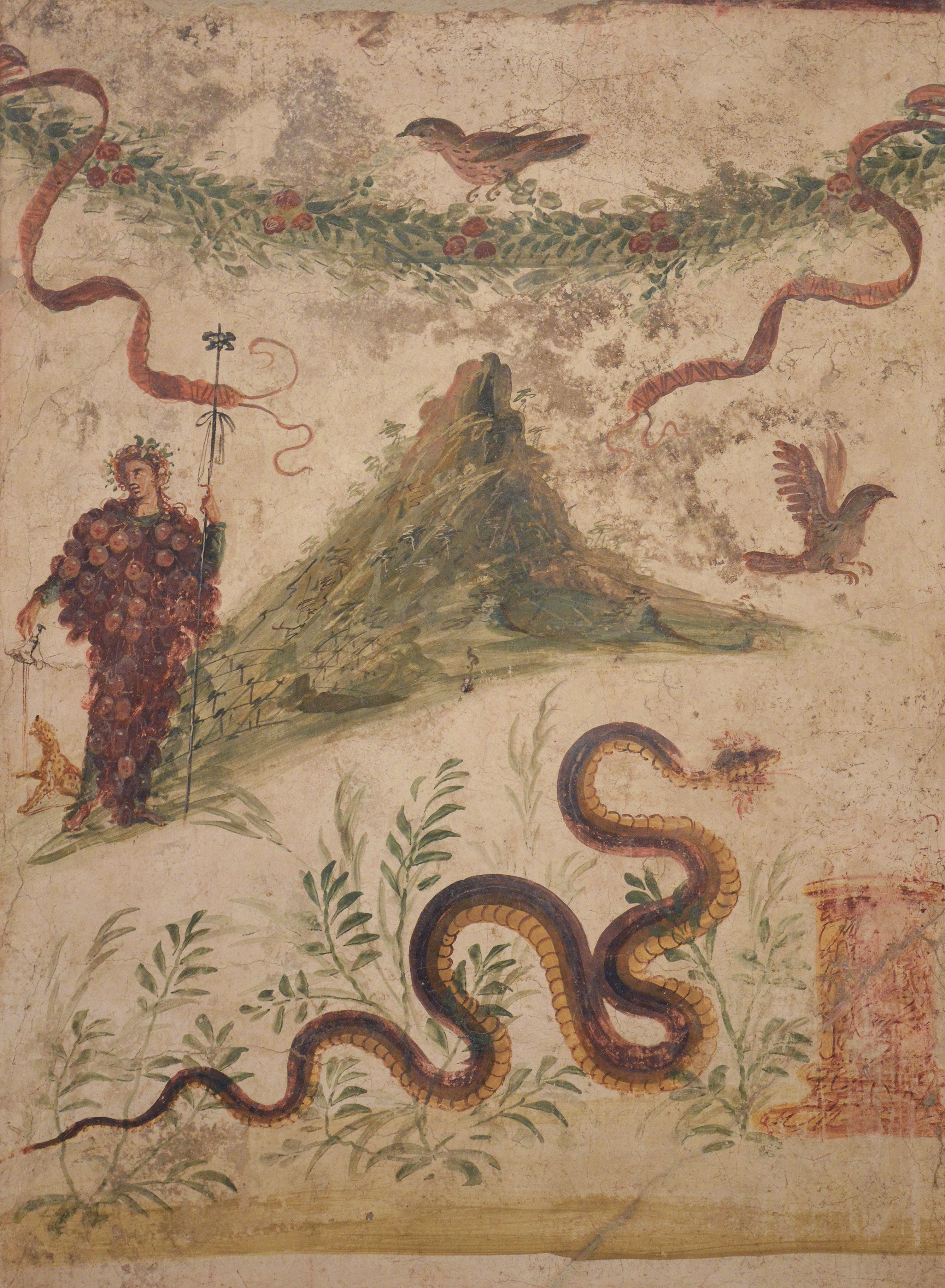
서기 79년 분화 이전의 베수비오산을 묘사한 그림. 술의 신 바쿠스와 함께 그려져 있다.

베수비오가 늘상 활화산이었던 것은 아니며 고대에는 수세기 동안 별다른 분화 없이 조용한 화산으로 알려져 있었다. 고대 로마 시대의 작가들은 산 정상이 황폐한 것을 제외하면 채소밭과 포도밭으로 뒤덮여 있었다는 기록을 남겼다. 나폴리 고고학 박물관의 프레스코화를 비롯한 다양한 그림 기록에서도 베수비오산은 초목과 포도밭으로 뒤덮인 단일 봉우리의 산으로 묘사되고 있다.
분화구에는 군부대가 주둔하기에 충분한 평탄한 지형에 수직에 가까운 절벽이 주변을 두르고 있었기에 기원전 73년 제3차 노예전쟁 당시 스파르타쿠스와 휘하 반란군이 베수비오산으로 피신한 적이 있었다. 노예 반란군은 이곳을 거점으로 캄파니아 지방의 영지 공략에 나섰으나 잇따른 로마군의 반격으로 피해를 입고 베수비오산에서 벗어났다. 이들은 베수비오산의 경사면을 덮고 있던 포도나무 가지를 이용해 사다리를 만들어 탈출했다고 전해진다. 이 당시 베수비오산의 지형 가운데 현재까지 유일하게 남은 것은 소마산 (Monte Somma) 뿐이다.
화산지형 주변의 비옥한 토양을 기반삼아 폼페이, 헤르쿨라네움, 스타비아이, 오플론티스 등 삼니움의 여러 도시가 이곳 주변에 형성되었다. 서기 18년 지리학자 스트라본은 《이탈리아 지리학》이라는 저서에서 베수비오산이 휴화산이라 묘사하였으며 베수비오 화산 주변의 토양과 에트나산의 토양을 비교한 기록을 남겼다.
서기 79년 고대 로마에서 유례없는 자연재해로 기록되는 대분화가 벌어졌다. 이 분화로 화산과 그 일대 지역의 지형이 근본적으로 바뀌었으며, 헤르쿨라네움, 폼페이, 오플론티스 등 상기한 주변 도시들이 파괴된 것은 물론 거대한 화산재에 완전히 뒤덮여 버렸다. 이들 도시들은 18세기부터 발굴되어 분화 당시의 모습을 생생히 간직한 유적으로 이름나게 되었다.

### 중세

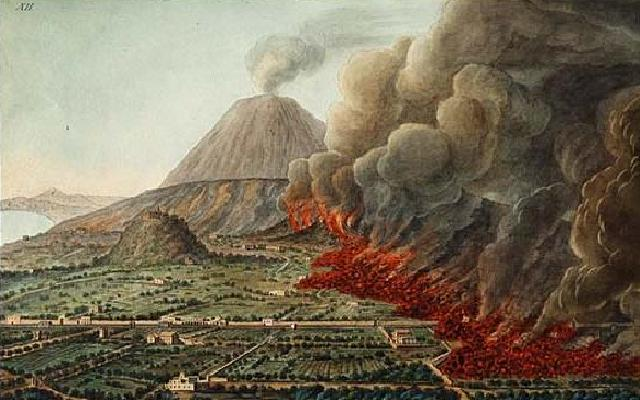
1760년~1761년 베수비오산 분화 당시의 기록화

베수비오산은 79년 대분화 이후에도 약 36차례에 걸쳐 분화를 일으켰다. 203년 디오 카시우스가 베수비오산이 분화했다는 기록을 남겼고, 472년에 있었던 분화는 엄청난 양의 화산재를 분출하여 동로마 제국의 수도 콘스탄티노플까지 넘어올 정도였다. 512년의 분화는 그 피해가 막심하여 베수비오산 일대 주민들이 이탈리아 동고트 왕국의 국왕 테오도리쿠스 대왕으로부터 면세를 받았다는 기록이 남아 있다.
이후 787년, 968년, 991년, 1007년에도 분화하였으며 1036년에는 용암류가 처음 흘러나온 것으로 기록되었다. 13세기 말에 이르러 활동을 멈추고 잠잠해지자 베수비오산은 다시 한번 정원과 포도밭으로 뒤덮인 산으로 변모하였으며, 심지어는 분화구 내부에도 초목이 자라났다.
1631년 12월 16일 베수비오산은 300여년 만에 다시 한번 대분화를 일으켰다. 당시 베수비오산 일대의 땅이 부풀어 오르고, 분화 몇달 전에는 작은 지진이 발생하거나 지하수가 바닥나는 등의 전조 현상이 있었다. 분화 직후 남동쪽 측면 쪽으로 용암류가 분출되었던 것으로 추정되나 이에 대한 기록은 없다. 처음에는 분화구에서 수중기와 재가 섞인 화산쇄설류가 나와 빠른 속도로 계곡을 따라 흘러내렸고, 이후 분화구에서 화산재와 부석, 가스 등이 분출되며 격렬한 활동을 보였다.

### 근현대

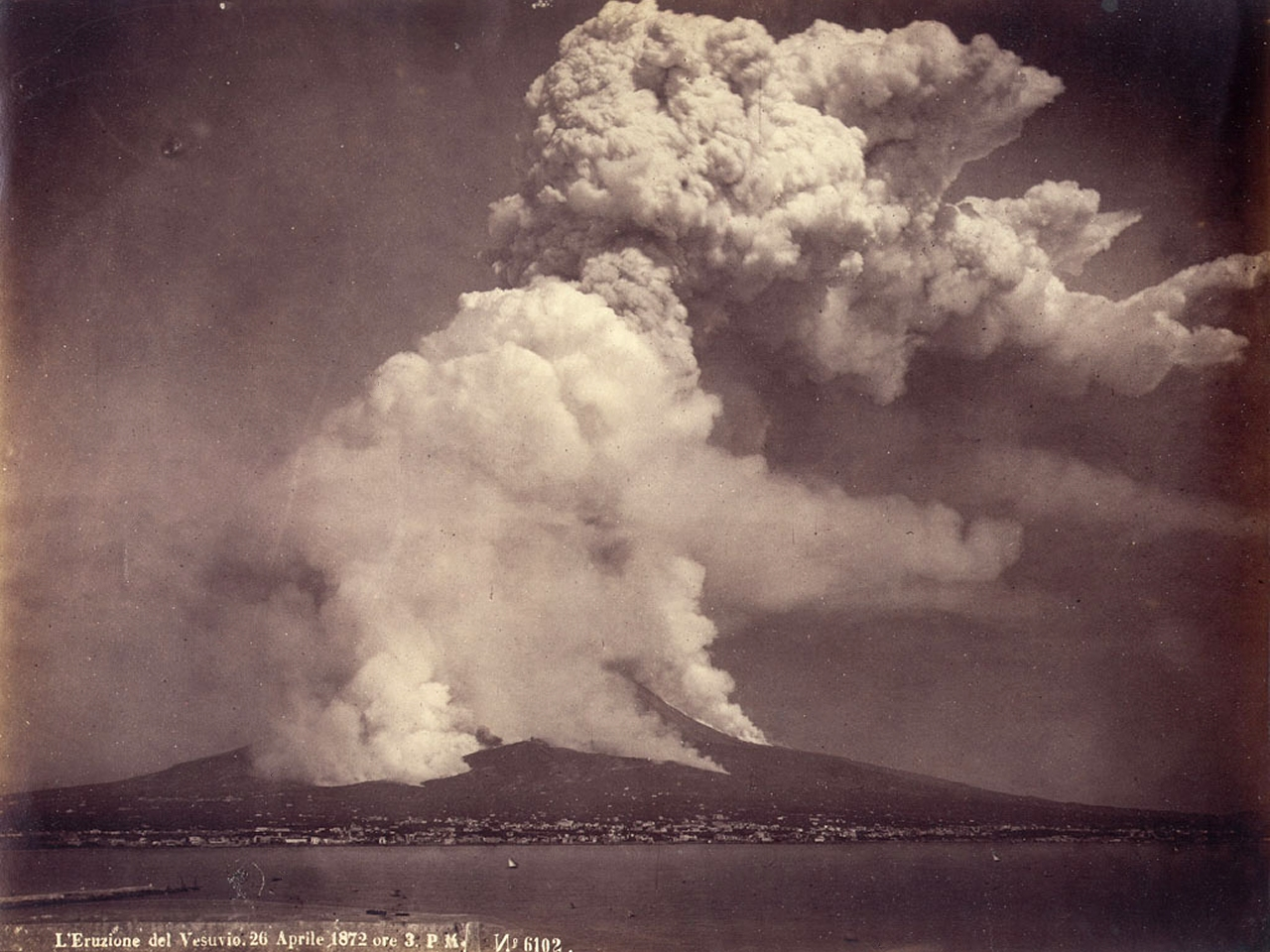
1872년 4월 분화 당시 조르조 솜메르가 촬영한 사진

1848년 2월에 있었던 분화에서는 분화구에서 약 15km 높이의 연기가 피어오르며 다양한 색깔을 드러냈다. 이후 흰색과 검정색, 녹색의 연기기둥이 원뿔 모양으로 나타났다. 1855년 5월에는 폭 70m의 용암류가 300m 깊이의 크레바스로 흘러들어갔다. 처음에 만나는 지형이 절벽지대였기에 여기서 떨어지는 용암이 장엄한 불의 폭포를 이룬 것으로 알려졌다. 1872년 발생한 분화에서는 소나무 모양의 거대한 구름이 만들어졌으며 마사디솜마, 산세바스티아노알베수비오 등의 인근 마을을 파괴하였다.
이후 분화구에서 범람한 용암이 두 개의 봉우리를 만들었다. 1895년 분화 당시 만들어진 아트리오델카발로의 '콜레 마르게리타' (Colle Margherita), 1898년 분화 당시 만들어진 '콜레 움베르토' (Colle Umberto)가 그들이다. 콜레 마르게리타는 후술할 1944년 분화로 반쯤 땅속에 묻혀 버렸으며, 콜레 움베르토는 지금도 살아남아 베수비오산 천문대가 들어섰다. 이 시기 활동으로 분화구가 채워지면서 베수비오 봉우리의 해발고도가 1,302m에 도달, 역대 최고를 기록하였다.
1906년 베수비오산 분화는 20세기에 발생한 가장 큰 폭발로 기록되었다. 오타비아노가 거의 완전히 매몰되고 약 300명의 사망자를 내면서 '신 폼페이'라고 불릴 정도였다. 산주세페베수비아노에서는 105명의 주민들이 화산 폭발을 피해 교회로 피난했다가 화산재가 천장을 뚫고, 대문이 용암에 불타버리면서 사망하는 사건이 벌어졌다. 이때의 분화 수습을 위해 이탈리아 정부는 1908년 하계 올림픽의 개최를 포기했다. 이 시기 분화구에 들어찼던 호수는 1929년 분화로 남동쪽 방면으로 범람하여 포도밭 일부가 파괴되는 피해를 입었다.
1944년 베수비오산 분화는 역사상 마지막으로 관측된 분화로서 인근 마을인 마사디소마와 산세바스티아노를 파괴하고, 오타비아노와 남부 일대에는 화산재가 흩뿌려졌다. 분화구에서는 800m 높이까지 용암이 치솟았으며 산세바스티아노에서는 26명이 화산쇄설류로 화상을 입었다. 당시 제2차 세계 대전으로 나폴리 일대를 점령 중이던 연합군도 베수비오산 분화로 영향을 받았다. 이 때의 분화를 끝으로 베수비오산은 휴면기에 접어들었으며, 분화구에는 암석이 들어차 평상시에 피어오르던 연기 기둥은 볼 수 없게 되었다.

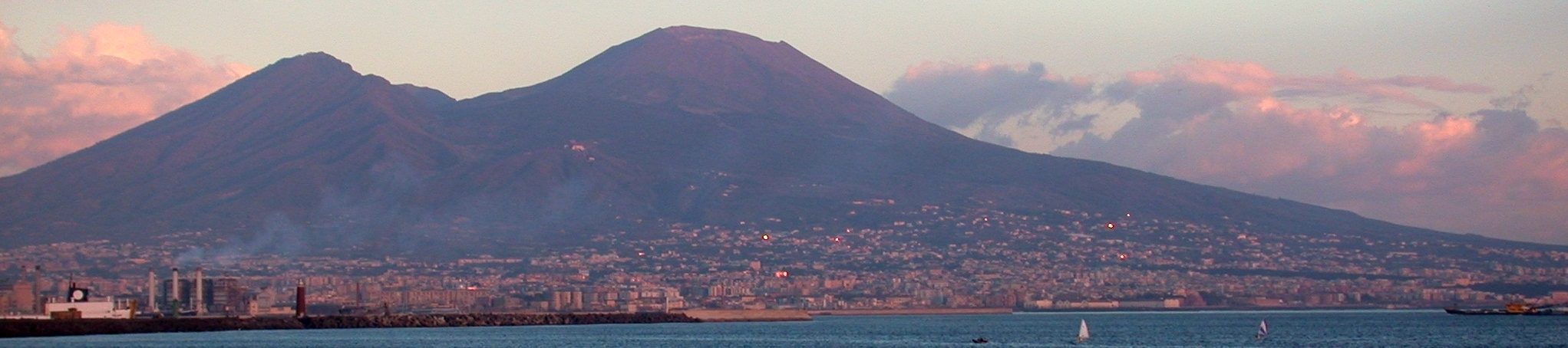
나폴리 시와 베수비오 산의 석양